# Laila
Laila er et semitisk pigenavn, som betyder "nat". Almindelige varianter af navnet omfatter: Leyla, Lejla, Leila, Lajla, Layla og Lailah.
Navnet er populær i den muslimske verden, specielt Mellemøsten. Navnet er også udbredt i Bosnien og Indien og har haft fremgang hos den engelskesprogede verden, de nordiske lande og ikke-muslimske slavere. 
I perioden 1985-1996 fik 199 danske piger navnet Laila. I 2016 var der ifølge Danmarks Statistik næsten 9000 personer i Danmark med en af varianterne, deraf cirka 6700 med stavemåden Laila.

## Kendter personer med navnet
- Laila Ali, amerikansk bokser
- Laila Andersson, dansk skuespiller
- Laila Freivalds, svensk politiker
- Laila Kaland, norsk politiker
- Laila Ingrid Rasmussen, dansk forfatter
- Laila Iben Schmidt, dansk forfatter
- Leila Khaled, palæstinensisk frihedskæmper og parlamentsmedlem
- Jade-Laila, kunstnernavn for den danske stripper Kimmie Andersen

## Navnet brugt i fiktion
- Layla er en sang af Eric Clapton
- Laila er et klaverstykke skrevet af Jacob Gade
- Laila er en norsk film fra 1929 instrueret af George Schnéevoigt
- Lajla er en svensk film fra 1937 ligeledes instrueret af Schnéevoigt
- Leïla er en dansk film fra 2001 instrueret af Gabriel Axel